# Kamer van volksvertegenwoordigers (samenstelling 1874-1878)
De 14de legislatuur van de Belgische Kamer van volksvertegenwoordigers liep van 10 november 1874 tot 24 mei 1878. De Kamer van volksvertegenwoordigers telde toen 124 leden.
Tijdens deze legislatuur was de regering-De Theux-Malou (december 1871 - maart 1878) in functie, een katholieke meerderheid.

## Verkiezingen
Het nationale kiesstelsel was in die periode gebaseerd op cijnskiesrecht, volgens een systeem van een meerderheidsstelsel, gecombineerd met een districtenstelsel. Iedere Belg die ouder dan 25 jaar was en een bepaalde hoeveelheid cijns betaalde, kreeg stemrecht. Hierdoor was er een beperkt kiezerskorps.
Deze legislatuur volgde uit de verkiezingen van 9 juni 1874. Bij deze verkiezingen werden 62 van de 124 parlementsleden verkozen. Dit was het geval in de kieskringen Gent, Eeklo, Oudenaarde, Aalst, Dendermonde, Sint-Niklaas, Charleroi, Bergen, Doornik, Aat, Thuin, Zinnik, Luik, Verviers, Hoei, Borgworm, Hasselt, Tongeren en Maaseik.
Op 13 juni 1876 vonden tussentijdse verkiezingen plaats, waarbij de overige 62 leden verkozen werden. Dit was het geval in de kieskringen Antwerpen, Mechelen, Turnhout, Brussel, Nijvel, Leuven, Brugge, Veurne, Kortrijk, Ieper, Tielt, Roeselare, Oostende, Diksmuide, Aarlen, Marche, Virton, Bastenaken, Neufchâteau, Namen, Philippeville en Dinant.

## Zittingen
In de 14de zittingsperiode (1874-1878) vonden vier zittingen plaats. Van rechtswege kwamen de Kamers ieder jaar bijeen op de tweede dinsdag van november.
De openingszitting vond plaats op dinsdag 10 november 1874 onder voorzitterschap van ouderdomsdeken Théodore Van der Donckt.
| Zitting                | Opening          | Sluiting     |
| ---------------------- | ---------------- | ------------ |
| 1ste zitting 1874-1875 | 10 november 1874 | 3 juli 1875  |
| 2de zitting 1875-1876  | 9 november 1875  | 26 mei 1876  |
| 3de zitting 1876-1877  | 14 november 1876 | 13 juli 1877 |
| 4de zitting 1877-1878  | 13 november 1877 | 29 mei 1878  |

## Samenstelling
| Begin legislatuur (1874) | Begin legislatuur (1874) | Begin legislatuur (1874) | Einde legislatuur (1878) | Einde legislatuur (1878) | Einde legislatuur (1878) |
| Fractie                  | Fractie                  | Zetels                   | Fractie                  | Fractie                  | Zetels                   |
| ------------------------ | ------------------------ | ------------------------ | ------------------------ | ------------------------ | ------------------------ |
|                          | Katholieken              | 69                       |                          | Katholieken              | 68                       |
|                          | Liberalen                | 55                       |                          | Liberalen                | 56                       |

Wijzigingen in fractiesamenstelling:
- In 1874 overlijdt de liberaal Victor David. Zijn opvolger wordt de katholiek Alfred Simonis.
- In 1875 overlijdt de katholiek Pierre de Baets. In zijn plaats komt de liberaal Charles de Kerchove de Denterghem.
- Bij de periodieke verkiezingen van 1876 winnen de liberalen een zetel ten koste van de katholieken.

## Lijst van de volksvertegenwoordigers
| Volksvertegenwoordiger                | Partij    | Kieskring     | Opmerkingen |
| ------------------------------------- | --------- | ------------- | --- |
| Alfred Guyot                          | Katholiek | Antwerpen     | |
| Edward Coremans                       | Katholiek | Antwerpen     | |
| Victor Jacobs                         | Katholiek | Antwerpen     | |
| Eugène Meeus                          | Katholiek | Antwerpen     | |
| Jan De Laet                           | Katholiek | Antwerpen     | |
| Eugène de Decker                      | Katholiek | Antwerpen     | |
| Louis Lefebvre                        | Katholiek | Mechelen      | Quaestor vanaf 24 november 1876. |
| Jean Notelteirs                       | Katholiek | Mechelen      | |
| Eugène de Kerckhove                   | Katholiek | Mechelen      | |
| Alphonse Nothomb                      | Katholiek | Turnhout      | |
| Jean-Baptiste Coomans                 | Katholiek | Turnhout      | |
| Eugène de Zerezo de Téjada            | Katholiek | Turnhout      | Quaestor. |
| Pierre Van Humbeeck                   | Liberaal  | Brussel       | |
| Jules Guillery                        | Liberaal  | Brussel       | |
| Auguste Orts                          | Liberaal  | Brussel       | |
| Antoine Dansaert                      | Liberaal  | Brussel       | |
| Joseph Gustave Ernest Allard          | Liberaal  | Brussel       | Vervangt vanaf 25 april 1876 de overleden Jean-François Vleminckx.                                                                                       |
| Jules Anspach                         | Liberaal  | Brussel       | |
| Adolphe Demeur                        | Liberaal  | Brussel       | |
| Henri Bergé                           | Liberaal  | Brussel       | |
| Gustave Jottrand                      | Liberaal  | Brussel       | |
| Alexandre Jamar                       | Liberaal  | Brussel       | |
| Auguste Couvreur                      | Liberaal  | Brussel       | |
| Louis Defré                           | Liberaal  | Brussel       | |
| Paul Janson                           | Liberaal  | Brussel       | Vervangt vanaf 3 mei 1877 de overleden Ghislain Funck.                                                                                                   |
| Emile De Becker                       | Katholiek | Leuven        | Vervangt vanaf 14 november 1876 de overleden Edouard Wouters. Wouters was secretaris tot aan zijn overlijden op 13 juli 1876.                            |
| Charles Delcour                       | Katholiek | Leuven        | |
| François Schollaert                   | Katholiek | Leuven        | Ondervoorzitter. |
| Théodore Smolders                     | Katholiek | Leuven        | |
| Joseph-Adrien Beeckman                | Katholiek | Leuven        | |
| Alexandre de Vrints Treuenfeld        | Liberaal  | Nijvel        | |
| Adolphe Le Hardy de Beaulieu          | Liberaal  | Nijvel        | |
| Louis Mascart                         | Liberaal  | Nijvel        | Vervangt vanaf 16 november 1876 Charles Snoy (Katholiek), die bij de tussentijdse verkiezingen niet herkozen raakte. Snoy was quaestor tot 13 juni 1876. |
| Xavier Victor Olin                    | Liberaal  | Nijvel        | Vervangt vanaf 16 november 1876 Léon T'Serstevens (Katholiek), die bij de tussentijdse verkiezingen niet herkozen raakte.                                |
| Amedée Visart de Bocarmé              | Katholiek | Brugge        | |
| Eugène-Edouard van Outryve d'Ydewalle | Katholiek | Brugge        | Vervangt vanaf 23 november 1876 de overleden Charles-Julien van Outryve d'Ydewalle.                                                                      |
| Emile De Clercq                       | Katholiek | Brugge        | |
| Désiré de Haerne                      | Katholiek | Kortrijk      | |
| Pierre Tack                           | Katholiek | Kortrijk      | Ondervoorzitter. |
| Auguste Reynaert                      | Katholiek | Kortrijk      | Secretaris. |
| Jean-Ignace Van Iseghem               | Liberaal  | Oostende      | |
| Théophile de Lantsheere               | Katholiek | Diksmuide     | |
| Léon Visart de Bocarmé                | Katholiek | Veurne        | Secretaris vanaf 24 november 1876. |
| Auguste Beernaert                     | Katholiek | Tielt         | Vervangt vanaf 10 november 1874 de overleden Gustave de Mûelenaere.                                                                                      |
| Adile Eugène Mulle de ter Schueren    | Katholiek | Tielt         | |
| Barthélémy Dumortier                  | Katholiek | Roeselare     | |
| Alberic Descantons de Montblanc       | Katholiek | Roeselare     | |
| Pierre Biebuyck                       | Katholiek | Ieper         | |
| Félix Berten                          | Katholiek | Ieper         | |
| Eugène Struye                         | Katholiek | Ieper         | Vervangt vanaf 23 november 1876 Alphonse Vandenpeereboom (Liberaal), die bij de tussentijdse verkozen niet herkozen raakte.                              |
| Charles Woeste                        | Katholiek | Aalst         | |
| Victor Van Wambeke                    | Katholiek | Aalst         | |
| Charles Verbrugghen                   | Katholiek | Aalst         | |
| Léon Victor Jean Thienpont            | Katholiek | Oudenaarde    | |
| Théodore Van der Donckt               | Katholiek | Oudenaarde    | |
| Yves Magherman                        | Katholiek | Oudenaarde    | |
| Josse Delehaye                        | Katholiek | Gent          | |
| Léon de Moerman d'Harlebeke           | Katholiek | Gent          | |
| Philippe Kervyn de Volkaersbeke       | Katholiek | Gent          | |
| Louis Drubbel                         | Katholiek | Gent          | |
| Alexandre Cruyt                       | Katholiek | Gent          | |
| Séraphin De Smet                      | Katholiek | Gent          | |
| Charles de Kerchove de Denterghem     | Liberaal  | Gent          | Vervangt vanaf 30 november 1875 de overleden Pierre de Baets (Katholiek).                                                                                |
| Joseph Kervyn de Lettenhove           | Katholiek | Eeklo         | |
| Theodoor Janssens                     | Katholiek | Sint-Niklaas  | |
| Stanislas Verwilghen                  | Katholiek | Sint-Niklaas  | |
| Jules Malou                           | Katholiek | Sint-Niklaas  | |
| Constantin Van Cromphaut              | Katholiek | Dendermonde   | |
| Philippe De Kepper                    | Katholiek | Dendermonde   | Vervangt vanaf 19 januari 1875 de overleden Charles Vermeire.                                                                                            |
| Gustave Vanden Steen                  | Katholiek | Dendermonde   | |
| Gustave Sabatier                      | Liberaal  | Charleroi     | |
| Eudore Pirmez                         | Liberaal  | Charleroi     | |
| Casimir Lambert                       | Liberaal  | Charleroi     | |
| Emile Vandam                          | Liberaal  | Charleroi     | |
| Adolphe Drion du Chapois              | Katholiek | Charleroi     | |
| Charles-Xavier Sainctelette           | Liberaal  | Bergen        | |
| Henri Bockstael                       | Liberaal  | Bergen        | |
| Léon Defuisseaux                      | Liberaal  | Bergen        | |
| Alfred Dethuin                        | Liberaal  | Bergen        | |
| Arthur Lescarts                       | Liberaal  | Bergen        | Secretaris vanaf 10 november 1875. |
| Gustave Paternoster                   | Liberaal  | Zinnik        | |
| Ernest Boucquéau                      | Liberaal  | Zinnik        | |
| Léon Houtart                          | Liberaal  | Zinnik        | |
| Jules Bara                            | Liberaal  | Doornik       | |
| Charles Rogier                        | Liberaal  | Doornik       | |
| Louis Crombez                         | Liberaal  | Doornik       | |
| Henri Julien Allard                   | Liberaal  | Doornik       | |
| Joseph Jules Descamps                 | Liberaal  | Aat           | |
| Henri Bricoult                        | Liberaal  | Aat           | |
| Albert Puissant                       | Liberaal  | Thuin         | |
| Arthur Warocqué                       | Liberaal  | Thuin         | |
| Gustave Hagemans                      | Liberaal  | Thuin         | Secretaris tot 10 november 1875. |
| Ferdinand de Macar                    | Liberaal  | Hoei          | |
| Gustave de Lhoneux                    | Liberaal  | Hoei          | |
| Emile De Lexhy                        | Liberaal  | Borgworm      | |
| Walthère Frère-Orban                  | Liberaal  | Luik          | |
| Dieudonné Mouton                      | Liberaal  | Luik          | |
| Xavier Neujean                        | Liberaal  | Luik          | Vervangt vanaf 6 februari 1878 Julien d'Andrimont, die lid wordt van de Belgische Senaat.                                                                |
| Fernand de Rossius                    | Liberaal  | Luik          | |
| Emile Dupont                          | Liberaal  | Luik          | |
| Julien Warnant                        | Liberaal  | Luik          | Vervangt vanaf 14 november 1876 Clément Müller, die om gezondheidsredenen ontslag neemt.                                                                 |
| Émile Jamar                           | Liberaal  | Luik          | |
| Jean Piedboeuf                        | Liberaal  | Luik          | |
| Alfred Simonis                        | Katholiek | Verviers      | Vervangt vanaf 11 november 1874 de overleden Victor David (Liberaal).                                                                                    |
| Guillaume Peltzer                     | Liberaal  | Verviers      | |
| Jean Ortmans                          | Liberaal  | Verviers      | |
| Henri de Pitteurs-Hiegaerts           | Katholiek | Hasselt       | Vervangt vanaf 11 november 1874 de overleden Barthélémy de Theux de Meylandt.                                                                            |
| Joseph Thonissen                      | Katholiek | Hasselt       | |
| Charles Vilain XIIII                  | Katholiek | Maaseik       | |
| François de Borchgrave d'Altena       | Katholiek | Tongeren      | |
| Louis Julliot                         | Katholiek | Tongeren      | |
| Emile Van Hoorde                      | Katholiek | Bastenaken    | |
| Victor Tesch                          | Liberaal  | Aarlen        | |
| Jules Pety de Thozée                  | Katholiek | Marche        | Secretaris. |
| Edouard Santkin                       | Katholiek | Neufchâteau   | |
| Louis de Briey                        | Katholiek | Virton        | Vervangt vanaf 12 maart 1878 de overleden Charles Dubois. Dubois zelf verving vanaf 14 september 1876 de overleden Albert de Briey.                      |
| Georges de Baillet Latour             | Liberaal  | Philippeville | |
| Stéphane Mineur                       | Liberaal  | Philippeville | |
| Xavier Victor Thibaut                 | Katholiek | Dinant        | Parlementsvoorzitter. |
| Hadelin de Liedekerke Beaufort        | Katholiek | Dinant        | |
| François Moncheur                     | Katholiek | Namen         | |
| Jean Martin Dohet                     | Katholiek | Namen         | Vervangt vanaf 14 november 1876 Xavier Lelièvre, die niet meer opkwam bij de tussentijdse verkiezingen.                                                  |
| Alphonse de Moreau                    | Katholiek | Namen         | Vervangt vanaf 14 november 1876 Auguste Royer de Behr, die niet meer opkwam bij de tussentijdse verkiezingen.                                            |
| Armand Wasseige                       | Katholiek | Namen         | |